# ダニエル・グレゴリー・メイソン

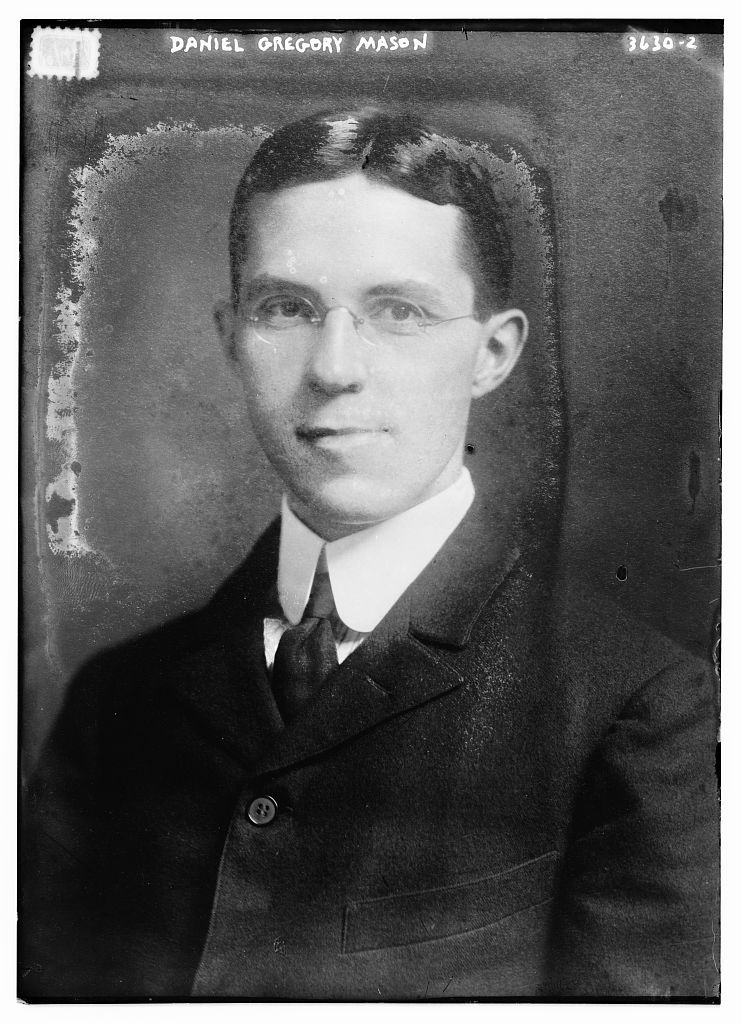
ニエル・グレゴリー・メイソン

ダニエル・グレゴリー・メーソン（Daniel Gregory Mason, 1873年11月20日 - 1953年12月4日）はアメリカ合衆国の作曲家・著作家・音楽教育者。著名な教会音楽家ローウェル・メーソンの孫であり、一族には、リスト門下のピアニストである叔父ウィリアムや、楽器製造業を興した父ヘンリがいる。なお、音楽教育者として、明治期の日本が西洋音楽を導入するにあたって重大な役割を果たしたルーサー・ホワイティング・メーソンは、姓は同じであるが、血縁関係はない。

## 生涯
マサチューセッツ州ブルックライン生まれ。1891年から1895年までハーヴァード大学でペインに作曲を学んだ後、ニューイングランド音楽院でチャドウィックよりさらなる薫陶を受ける。1905年からコロンビア大学で教鞭を執るが、1913年にはパリに留学してスコラ・カントルムでヴァンサン・ダンディに師事。帰国後は、1942年に引退するまで、再びコロンビア大学で後進の指導を続けた。
ダニエル・グレゴリー・メーソンは、作曲家としてドイツ・ロマン主義音楽の流れを汲み、とりわけ重厚さと内向性を併せ持つ点、また緻密で堅牢な構成を誇る点において、崇拝したブラームスの影響が著しい。その作品には、ピアノ曲《「ヤンキー・ドゥードゥル」の主題による変奏》や、《黒人霊歌の主題による弦楽四重奏曲 String Quartet on Negro Themes》（1919年）のように、ニューイングランドのワスプ系移民や南部の黒人の民謡を素材に用いた愛国的な傾向の強いものと、ピアノと管弦楽のための《前奏曲とフーガ》や《クラリネット・ソナタ》のように、ヨーロッパの絶対音楽を標準に定めた内向的なものの二つの系統が認められる。
作曲家としてはブラームスのほかにグリーグやチャイコフスキーにも敬意を示していたが、その影響はほとんど見出されない。おおむねフランクとブラームス、そして部分的にドビュッシーの影響を受けているものの、ごつごつした不協和な対位法や突飛な転調、思いつめたような表情をもつ半音階的な旋律などは、ほとんどレーガーに近いとさえ言える。
1920年ごろまでは、抑え気味の筆致のうちに、濃密なメランコリーを漂わせる作品が主であったが、祝祭的序曲《シャンティクリア》や、アメリカ民謡を編曲したピアノ三重奏のための《センチメンタルな小品集 Sentimental Sketches 》作品34（1935年）は、より積極的で開放的な性格を持ち、気取りやてらいが抑えられ、幅広い層にアピールする作風に転じている。1935年には《交響曲 第3番「リンカーン」》も作曲された。
ダニエル・グレゴリー・メーソンは、作曲や教育活動のかたわら16冊のクラシック愛好家向けの著書を執筆しており、音楽鑑賞に関するものから、作曲家の伝記、音楽史など幅広い対象について論じた。コネチカット州グリニッジで死去。